# مخاط بینی
مخاط بینی (به انگلیسی: Nasal mucosa) حفره بینی را می‌پوشاند. این بخشی از مخاط تنفسی است، غشای مخاطی که مجرای تنفسی را پوشانده‌است. مخاط بینی کاملاً به پریوستئوم یا غضروف‌پوش صدفهٔ بینی چسبیده‌است. با پوست از طریق سوراخ‌های بینی و با غشای مخاطی قسمت بینی حلق از طریق choanae ادامه دارد. از حفره بینی، تداوم آن با ملتحمه، از طریق مجاری بینی اشکی و اشکی و با سینوس‌های پیشانی، پرویزنی، پروانه‌ای و فکی، از طریق چندین روزنه در نازک بینی قابل ردیابی است. غشای مخاطی کلفت‌ترین و عروقی‌ترین غشای مخاطی روی بینی است. همچنین روی تیغه بینی ضخیم است، جایی که افزایش تعداد سلول‌های جامی مقدار بیشتری مخاط بینی تولید می‌کند. در میتئوزیس کف حفره‌های بینی و در سینوس‌های مختلف بسیار نازک است. این یکی از شایع‌ترین بافت‌های عفونی در بزرگسالان و کودکان است. التهاب این بافت ممکن است با علائمی مانند گرفتگی بینی، سردرد، تنفس دهانی و غیره سبب اختلال قابل توجهی در فعالیت‌های روزانه شود.